# Wolfgang Ipolt
Wolfgang Ipolt (* 17. března 1954 Gotha) je římskokatolický teolog, od roku 2011 biskup v Görlitz.

## Život

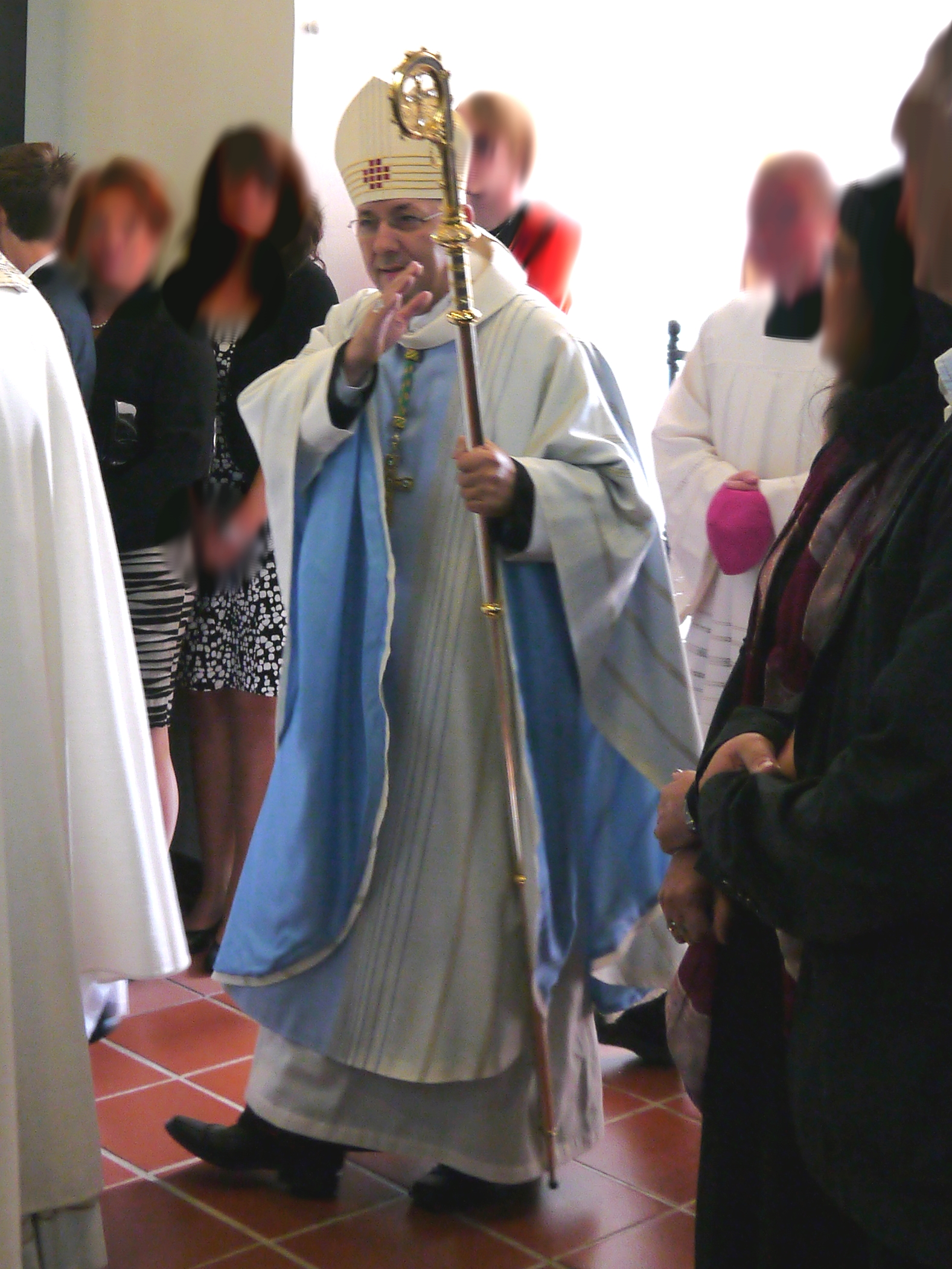
Při biřmování ve Finsterwalde (2012)

V roce 1972 absolvoval Arnoldischule ve svém rodném městě. Po studiu teologie v Erfurtu byl 30. června 1979 v erfurtské katedrále vysvěcen biskupem Hugo Aufderbeckem na kněze a jmenován kaplanem ve Worbisu.
V roce 1983 se na dva roky přestěhoval do Berlína, aby podporoval pastoraci v kostele Ss. Corpus Christi. V roce 1985 se stal kaplanem ve farnosti svatého Lorenze v Erfurtu. V roce 1989 se Wolfgang Ipolt stal subregentem erfurtského zemského kněžského semináře, ústřední školy pro přípravu kněží v Německé demokratické republice (NDR). V roce 1992 se stal farářem v katedrále v Nordhausenu a v roce 2001 byl jmenován nesídelním katedrálním kanovníkem katedrální kapituly v Erfurtu.
V listopadu 2004 vystřídal Ulricha Werbse ve funkci rektora erfurtského zemského semináře a od té doby vedl erfurtský seminář. Vyučoval také spiritální teologii na Katolické teologické fakultě Erfurtské univerzity.
Papež Benedikt XVI. ho 18. června 2011 jmenoval biskupem v Görlitz. Jeho biskupské heslo latinsky zní Odorem notitiae Christi manifestare (česky Šířit vůni poznání Krista). Na biskupa ho vysvětil berlínský arcibiskup Rainer Maria Woelki 28. srpna 2011 v katedrále svatého Jakuba v Görlitz. Spolusvětiteli byli erfurtský biskup Joachim Wanke a augsburský biskup Konrad Zdarsa.
V Německé biskupské konferenci je členem pastorační komise, komise pro všeobecnou církev a její subkomise pro střední a východní Evropu (zejména Renovabis).
Životopis uvádí, že je čestným členem studentského spolku KDStV Bavaria Bonn.
V reakci na výsledky MHG-Studie oznámil, že 5. října 2018 vyjádří „solidaritu s oběťmi“ dnem postu.

## Postoje
V březnu 2021 odmítl dát církevní požehnání párům stejného pohlaví.

## Biskupský erb
Erb biskupa Wolfganga Ipolta představuje jeho přirozený i duchovní původ. Čtyři pole v erbu symbolizují jeho přirozenou a duchovní cestu: Mohučské kolo je převzato z erfurtského městského znaku a původně představovalo symbol Krista; v paprscích kola není těžké rozpoznat dvě řecká písmena Chi a Rho, Kristův monogram. Biskup Wolfgang byl knězem erfurtské diecéze, a tak připomíná jeho původ a místo svěcení.
Kniha probodnutá mečem je znakem Bonifáce, apoštola Německa. Biskup Wolfgang pochází z Gothy v Durynsku a byl pokřtěn v tamním katolickém farním kostele svatého Bonifáce. V tomto kostele také přijal svátost biřmování a sloužil svou první mši svatou jako kněz.
Slezská flétna na zlatém pozadí připomíná historické spojení mezi diecézí Görlitz a arcidiecézí Breslau.
Mušle hřebenatky je symbolem města Görlitz i diecézní katedrály. Město Görlitz leží na starobylé svatojakubské cestě a katedrála je zasvěcena apoštolu Jakubovi Staršímu. Mušle nám připomíná, že jako křesťané jsme vždy poutníky.
Jeho motto je napsáno pod erbem a zní: "Šířit vůni poznání Krista".